# Black and Blue
Black and Blue er et album fra The Rolling Stones, og det blev udgivet i 1976. Det er interessant, da det er deres første studiealbum efter guitaristen Mick Taylors afgang, mens Ron Wood gjorde sin første entre på et Rolling Stones album, og blev officielt medlem af bandet i slutningen af Black and Blue indspilningerne. 

## Historie
Med næsten ingen tid til at trække vejret efter Mick Taylors afgang tog The Rolling Stones tilbage til München, Tyskland – samme sted som It's Only Rock 'n' Roll blev optaget – i december 1974 for at begynde at indspille deres nye album. Producerne var Mick Jagger og Keith Richards (som på dette tidspunkt var stærkt afhængig af heroin) som The Glimmer Twins. 
Med udsigten til at få det udgivet inden sommeren, hvor de påbegyndte deres  amerikanske tour 1975, brød bandet deres ferie, og tog til Rotterdam, Holland, for at forsætte arbejdet. Mens de arbejdede afholdt de prøver for at finde en ny guitarist, og blandt de håbefulde var Jeff Beck, Rory Gallagher, Harvey Mandel, Wayne Perkins, Peter Frampton og Ron Wood. Blandt dem var det kun Mandels, Perkins og Woods guitar spil, der kunne høres på det færdige album. 
Med så meget arbejde blev det besluttede at udsætte udgivelsen af album til det efterfølgende år, og i stedet udgive opsamlingsalbummet Made in the Shade. "Cherry Oh Baby" blev det eneste nummer, fra det kommende album, der spredt blev spillet på den amerikanske tour. 
Efter afslutningen af touren vente The Rolling Stones tilbage til Montreux, Schweiz, i oktober til de sidste justeringer af albummet og derefter tilbage til München for at lægge de sidste hænder på Black and Blue. Det blev komplet færdigt i New York februar 1976.
Black and Blue havde forskellige genre. Funk i sangen "Hot Stuff", reggae på deres vover af "Cherry Oh Baby" og jazz på "Melody" – der viste Billy Prestons, der havde bidraget meget, talent. 
Udgivet i april 1976 – med singlen "Fool To Cry" som verden over blev et top ti hit – blev Black and Blue nummer to i England, og var i fire uger nummer et i USA, hvor den solgte platin. 

## Spor
- Alle sangene er skrevet af Mick Jagger and Keith Richards udtaget hvor andet er påført.

1. "Hot Stuff" – 5:20 
  -  Med Harvey Mandel på guitar, og Billy Preston på klaver.
2. "Hand of Fate" – 4:28 
  -  Med Wayne Perkins på guitar, og Billy Preston på klaver.
3. "Cherry Oh Baby" (Eric Donaldson) – 3:53 
  -  Med Ron Wood på guitar, og Nicky Hopkins på orgel.
4. "Memory Motel" – 7:07 
  -  Med Mick Jagger på klaver, Keith Richards på Fender Rhodes, Billy Preston på ARP String Ensemble, Wayne Perkins på akustisk guitar og Harvey Mandel på elektrisk guitar.
5. "Hey Negrita" – 4:58 
  -  Inspireret af Ron Wood. Lead guitar af Ron Wood og orgel og klaver af Billy Preston.
6. "Melody" – 5:47 
  -  Inspireret af Billy Preston. Med Billy Preston på klaver, orgel og sang. Horn arrangeret af Arif Mardin. 
  -  ( Bill Wyman udgav en version af "Melody" på Rhythm Kings, og hævdede at sangen var skrevet af Preston).
7. "Fool to Cry" – 5:04 
  -  Med Mick Jagger på Fender Rhodes, Nicky Hopkins på klaver og ARP String Ensemble og Wayne Perkins på guitar.
8. "Crazy Mama" – 4:34 
  -  Med Keith Richards på bass.

## Musikere
- Mick Jagger – Sang, Kor, Perkussion, Guitar, Klaver, Elektrisk Piano
- Keith Richards – Guitar, Kor, Sang, Elektrisk klaver, Bass
- Charlie Watts – Trommer, Perkussion
- Bill Wyman – Bass, Perkussion
- Ron Wood – Guitar, Kor
- Ollie Brown – Perkussion
- Nicky Hopkins – Elektrisk Klaver, Orgel. Strenge Synthesizer
- Harvey Mandel – Elektrisk Guitar
- Wayne Perkins – Guitar, Akustisk Guitar, Elektrisk Guitar
- Billy Preston – Kor, Klaver, Sang, Orgel, Keyboard, Strenge Synthesizer
- Ian Stewart – Perkussion